# Jinusean
Jinusean (지누션) est un groupe de hip-hop sud-coréen de YG Family. Le duo est composé de Kim Jin-woo (Jinu) et Noh Seung-hwan (Sean). Ils sont considérés comme les pionniers du hip-hop sud-coréen, ,

## Biographie

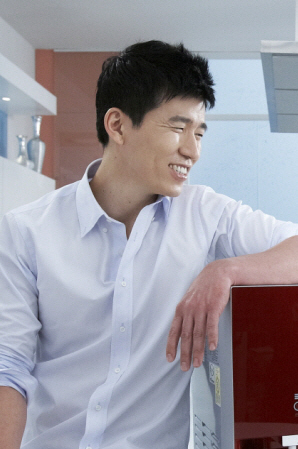
Noh Seung-hwan (Sean).

En 1994, Jinu entame une carrière solo avec la chanson populaire : I Was the Captain. Yang Hyun-seok, membre fondateur du groupe Taijin Boys, entend parler du talent de Jinu et le rencontre à Los Angeles pour former le groupe Jinusean peu après l'arrivée de Sean. Le duo combine des paroles coréennes et anglaises sur de la musique hip-hop/funk. Jinusean débute officiellement en 1997 avec la chanson Gasoline.
En 2015, YG Entertainment annonce le retour de Jinusean avec BIGBANG. Le 18 avril 2015, Jinusean célèbre son dixième anniversaire d'existence. Comme single spécial comeback, ils publient One More Time, après onze ans d'attente.

## Membres
- Kim Jin-woo (김진우)
- Noh Seung-hwan (노승환)